# Национални парк Бенуе
Национални парк Бенуе је национални парк у Камеруну, налази се под УНЕСКО зашитом у оквиру програма Човек и биосфера. Површине је 1800 km², а са његове источне стране налази се река Бенуе, која кроз парк пролази у дужини од 100 km.
Преко северног дела парка постоји пут до града Чолир. Западну границу парка чини пут који повезује градове Гаруа на северу и Нгаундере на југу.
Област је основана 1932. године као резерват природе, 1968. године постала је национални парк, док је 1981. ушла у програм Човек и биосфера.

## Географија
Парк је смештен у североистичном делу Камеруна у Бенуе региону. Простире се кроз појасе савана и влажна подручја шума са саванама између градова Гаруа и Нгаундере на југу. У оквиру парка налази се река река Бенуе која тече ка његовој источној граници. Парк се налази на надморској висини између 250 и 760 м. Највиши предели обухватају велике камене масиве, док су најнижи делови равнице и шуме.

## Флора и фауна
Карактеристично станиште у парку су травнате површине, заједно са неколико типова шумовитих предела где преволађује Isoberlinia. Друга шумска подручја обухватају мешовите травњаке, суве и полу—зимзелене обалне шуме дуж реке Бенуе и њених главних притока.
У парку се налази мала популација од 30 камерунских лавова. Слонови, пегаве хијене, мочварне антилопе и мајмуни, такође су присутни у парку.
На простору националног парка доминантни су велики копитари као што су антилопа, коб антилопа, Alcelaphus buselaphus major, мочварна антилопа и афрички биво.
Афрички дивљи пас је такође присутан у парку, а овај национали парк познат је и по колонијама нилских коња.
Заједно са нилским коњима у речним пределима парка живе и крокодили.
На простору парка забележено је 306 различитих врста птица. Током сушне сезоне речна подручја овог парка пружају уточиште за велики број птица, а оне укључују врсте Streptopelia hypopyrrha, Pluvianus aegyptius, Merops bulocki, Drymocichla incana, Ptilopachus petrosus и Musophaga violacea.

## Становништво
Већина становништа парка бави се сточарством. Део њих баве се заштитом парка и учитељским послом.